# Maria (taal)
Maria, ook wel Madiya, is een Dravidische taal, maar wordt ook wel gezien als dialect van het Gondi. De taal wordt gesproken in het centrale deel van het Indische subcontinent. In 2000 waren er nog 141.000 sprekers.
In 2019 werd door een voormalig professor voor het eerst een boek uitgebracht in deze taal.